# Saint-Geyrac
Saint-Geyrac ist eine französische Gemeinde mit 192 Einwohnern (Stand 1. Januar 2022) im Département Dordogne in der Region Nouvelle-Aquitaine; sie gehört zum Arrondissement Périgueux und zum Kanton Isle-Manoire. Die Bewohner werden Saint Geyracois und Saint Geyracoises genannt.

## Geographie
Die Gemeinde liegt rund 20 Kilometer südöstlich von Périgueux, Nachbargemeinden sind:
- Saint-Crépin-d’Auberoche im Norden,
- Milhac-d’Auberoche im Nordosten,
- Rouffignac-Saint-Cernin-de-Reilhac im Osten und Südosten,
- Saint-Félix-de-Reillac-et-Mortemart im Süden,
- La Douze im Südwesten und
- Saint-Pierre-de-Chignac im Nordwesten.

Der Ort liegt am gleichnamigen Flüsschen Saint-Geyrac.

### Verkehrsanbindung
Die Gemeinde liegt abseits überregionaler Verkehrswege, der Ort wird von der Départementsstraße D6 erschlossen.

## Bevölkerungsentwicklung
| Jahr      | 1968 | 1975 | 1982 | 1990 | 1999 | 2006 | 2010 | 2020 |
| Einwohner | 253  | 244  | 235  | 212  | 199  | 220  | 241  | 195  |

## Sehenswürdigkeiten
- Kirche Saint Cyr mit Ursprüngen aus dem 12. Jahrhundert, seit 1974 als Monument historique eingeschrieben[1]